# Estádio Moisés Lucarelli
O Estádio Moisés Lucarelli é o estádio de futebol pertencente à Associação Atlética Ponte Preta, localizado na cidade de Campinas, no interior do estado de São Paulo, Brasil. Está localizado à Praça Dr. Francisco Ursaia, 1900 (número escolhido por ser o ano de fundação do clube).
Foi inaugurado em 12 de setembro de 1948 com capacidade para 35 mil espectadores, construído com doações de material feitas por aficionados do clube em seis anos.
Atualmente teve a capacidade diminuída para 19.728 pessoas no CNEF de 2016 a fim de proporcionar maior conforto e obedecer às novas determinações legais. Apesar da capacidade de mais de 19 mil pessoas, o estádio está liberado para apenas 17.728 para garantir maior segurança.
É conhecido como "Majestoso", porque sua capacidade quando da inauguração em 1948 era na época a terceira maior do Brasil, perdendo apenas para o Pacaembu, em São Paulo e São Januário, no Rio de Janeiro.
O Moisés Lucarelli é um dos poucos estádios do Brasil construídos por seus próprios torcedores e homenageia Moysés Lucarelli (1900-1978), sócio do clube por muitos anos e idealizador do estádio, que angariou fundos entre associados e pessoas da comunidade. Lucarelli não queria ser o patrono do estádio, mas a diretoria aproveitou-se de uma viagem dele à Argentina para colocar seu nome e teve de acatar a homenagem — apesar de o nome do ex-presidente ser grafado com Y, o nome oficial do estádio é grafado com I.

## História de Moysés na Ponte Preta

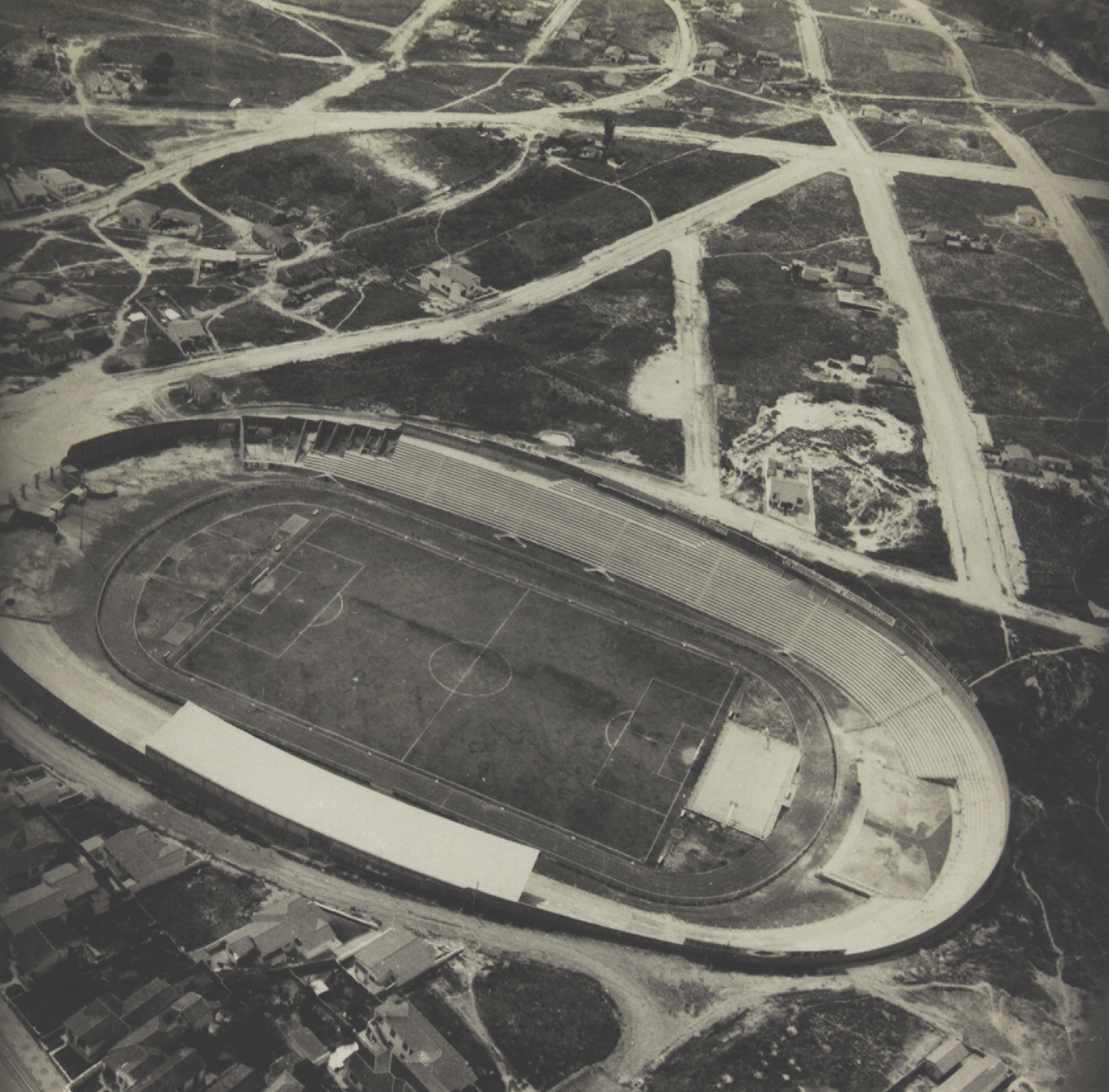
Vista aérea do Estádio da Ponte Preta ainda em obras

O sonho ponte-pretano de construir seu próprio estádio de futebol começou a ser perpetuado pelas mãos de um dos principais dirigentes da história do clube: Moysés Lucarelli (ou Moisés), o homem que uniu toda uma cidade em torno do objetivo de construir o Majestoso. Nascido em Limeira, dia 18 de junho de 1898, Moysés Lucarelli mostrava-se dinâmico e acima de tudo um apaixonado pelo clube, ao aceitar o desafio de erguer o estádio. Conseguiu, depois de muitas dificuldades com as irrisórias contribuições provenientes da venda de títulos de sócios. Na época, o futebol não apresentava ainda características empresariais.
Para que os trabalhos fossem acelerados e executados ao seu gosto, Lucarelli insistia em fiscalizar os operários no próprio local das obras. Durante a construção, desrespeitando as recomendações médicas, chegava a permanecer dez horas por dia sob o sol, o que eliminou em pouco tempo cerca de 40% da sua capacidade visual, através de úlcera nas córneas. Moysés Lucarelli, que jamais negou seu amor pela cidade e pela Ponte Preta, aos 17 anos iniciava sua história no clube, um time de apenas "11 camisas", como era chamada pejorativamente a equipe campineira por não ter um estádio próprio para jogar. Logo assumiu o cargo de cobrador da associação que possuía cerca de 40 sócios. Aos poucos fez esse número crescer para que a Ponte pudesse se manter em pé.

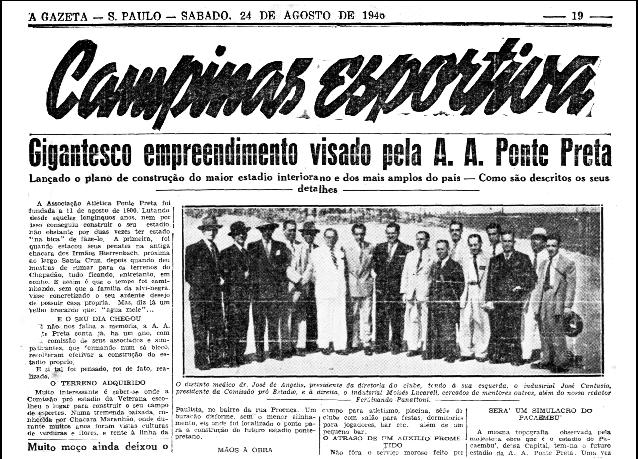
Uma das reportagens dando detalhes da obra e falando sobre o projeto da construção do Estádio Moisés Lucarelli, que seria o 3° maior do país na época

Em 1922, assumiu a secretaria e em 1930 tornou-se o homem mais importante do clube: foi um diretor sem pasta, mas sempre disposto a trabalhar e jamais deixou de alimentar o seu maior sonho, o de construir um estádio, a chamada casa da Ponte Preta. Ele nunca chegou ao cargo de presidente, porém marcou a história como nenhum outro que tenha ostentado a "faixa" no peito.
Moysés jamais escondeu um outro orgulho como dirigente de futebol: junto com Roberto Gomes Pedrosa e Gerolamo Ometo, entre poucos outros, foi criador da Lei de Acesso no futebol paulista, em 1947, medida pioneira no futebol brasileiro e que foi implantada a partir de 1948.
Em 1960, mesmo percebendo que a Ponte estava descendo para uma divisão inferior, ele pregou com sua autenticidade a manutenção das regras. Aos amigos no clube, disse que no dia em que a Lei do Acesso terminasse, o futebol do interior iria morrer. Por isso a Ponte desceria de divisão e teria de lutar para retornar ao grupo principal.
Em 11 de setembro de 1975, quando a Ponte completou seu Jubileu de Diamante, o comerciante e industrial aposentado - era proprietário de uma fábrica de fogões - Moysés Lucarelli, concedeu uma de suas últimas entrevistas ao Correio Popular. Faleceu em 24 de março de 1978 na cidade de Campinas, aos 78 anos, e foi enterrado no Cemitério da Saudade.

## Maiores públicos

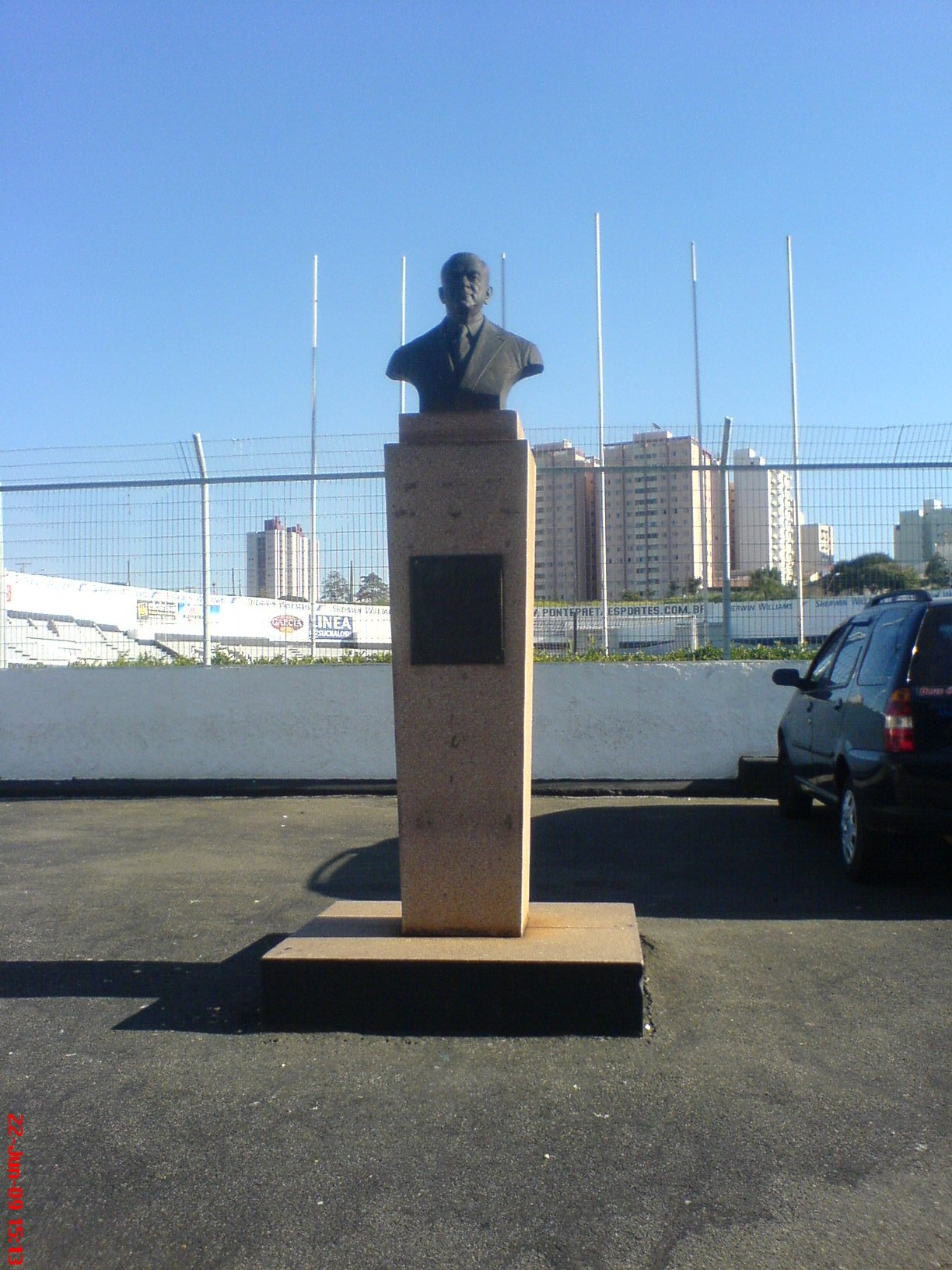
Busto de Moysés, localizado na entrada do estádio. Foi inaugurado dia 11 de agosto de 1960 e feito pelo escultor Lelio Coluccini

A Ponte Preta, jogando no Estádio Moisés Lucarelli, tem pelo menos dezesseis públicos a partir de 25.000 espectadores, oito deles com mais de 30.000, considerando-se que nem todos os públicos presentes são conhecidos nos dias atuais.
É possível que o seu recorde de público tenha sido no jogo entre Ponte Preta e Santos FC, em 16 de agosto de 1970, quando 33.228 espectadores (28.992 pagantes e 4.236 menores) viram a vitória dos visitantes por 1 a 0. Porém, segundo historiadores, havia cerca de 45 mil torcedores dentro do estádio e mais quatro mil pessoas do lado de fora, sem conseguir entrar. No final desse campeonato paulista, a Ponte Preta conquistou o vice-campeonato.
Oficialmente, o maior público é da derrota por 3 a 1 da Ponte Preta para o São Paulo FC, em 1 de fevereiro de 1978: 37.274 torcedores, sendo 34.985 pagantes.
Públicos presentes.
| Data                    | Placar                      | Público | Competição            |
| ----------------------- | --------------------------- | ------- | --------------------- |
| 1 de fevereiro de 1978  | Ponte Preta 1–3 São Paulo   | 37.274  | Campeonato Paulista   |
| 16 de agosto de 1970    | Ponte Preta 0–1 Santos      | 33.500  | Campeonato Paulista   |
| 11 de dezembro de 1977  | Ponte Preta 0–0 Vasco       | 33.298  | Campeonato Brasileiro |
| 3 de setembro de 1978   | Ponte Preta 2–2 Santos      | 33.221  | Campeonato Paulista   |
| 3 de setembro de 1979   | Ponte Preta 2–2 Santos      | 33.155  | Campeonato Paulista   |
| 17 de setembro de 1978  | Ponte Preta 2–0 Corinthians | 33.034  | Campeonato Paulista   |
| 27 de fevereiro de 1977 | Ponte Preta 3–1 Guarani     | 31.970  | Campeonato Paulista   |
| 27 de janeiro de 1980   | Ponte Preta 2–1 Guarani     | 30.174  | Campeonato Paulista   |
| 12 de outubro de 1980   | Ponte Preta 1–1 Corinthians | 29.931  | Campeonato Paulista   |
| 5 de agosto de 1979     | Ponte Preta 3–0 Corinthians | 29.126  | Campeonato Paulista   |
| 28 de março de 1979     | Ponte Preta 3–0 Palmeiras   | 26.685  | Campeonato Paulista   |
| 21 de setembro de 1977  | Ponte Preta 3–1 São Paulo   | 26.617  | Campeonato Paulista   |
| 14 de setembro de 1977  | Ponte Preta 3–1 Botafogo-SP | 26.223  | Campeonato Paulista   |
| 21 de novembro de 1999  | Ponte Preta 2–1 São Paulo   | 25.200  | Campeonato Brasileiro |
| 14 de maio de 1981      | Ponte Preta 1–1 Flamengo    | 26.303  | Campeonato Brasileiro |

## Partidas memoráveis
- Ponte 0 x 3 XV de Piracicaba - Partida inaugural do estádio

Pela primeira partida oficial realizada no novo estádio, a Ponte foi surpreendida e derrotada pelo XV de Piracicaba por 3 a 0 na abertura do returno da 2ª Divisão de 1948, no dia 12 de outubro daquele ano. Era a inauguração daquele que era o 3° maior estádio do Brasil na época.
- Ponte 5 x 1 Taubaté - A primeira vitória

O primeiro triunfo da "Macaca" no Majestoso aconteceu em 24 de outubro de 1948, em partida contra o E.C. Taubaté, onde a Ponte goleou o visitante por 5 a 1, com gols de Gaspar (3), Armandinho e Vicente.
- Ponte 2 x 0 Estudiantes - A primeira vitória internacional

A primeira vitória contra um time estrangeiro aconteceu frente ao Estudiantes, um grande clube da Argentina, em um jogo amistoso no dia 17 de fevereiro de 1952.
- Ponte 0 x 2 Internacional-RS - Reinauguração dos refletores

Partida disputada em 1 de setembro de 1975, uma segunda-feira à noite. O adversário sagraria-se campeão brasileiro pela primeira vez nesse ano, mas não chegou a estragar a festa da torcida ponte-pretana, que gerou uma renda fabulosa de de Cr$ 181.045,00 no dia do jogo e que ainda teve uma grande venda antecipada não contabilizada nesse valor.
- Ponte 2 x 1 Guarani - Campeonato Paulista de 1979

Em 1980, Ponte e Guarani decidiriam vaga para final do Campeonato Paulista do ano anterior. Com trinta mil ponte-pretanos no Majestoso, a Macaca venceu a partida de ida por 2 a 1. No jogo de volta, nova vitória da Ponte, por 1 a 0, com direito a invasão de gramado por parte da torcida da Ponte. A Macaca iria para a sua terceira final de Paulista, enquanto o rival teria que esperar mais 8 anos para chegar a uma final estadual, pela primeira vez.
- Ponte 2 x 0 Grasshoper - Despedida do "Mestre Dicá"

No dia 26 de janeiro de 1986, o maior ídolo da história da Macaca, Dicá, se despedia da torcida em uma partida amistosa no Majestoso contra o Grasshoper da Suíça.
- Ponte 1 x 1 Náutico - O retorno a elite nacional

Vice-campeã do Campeonato Brasileiro Série B de 1997, a Ponte voltaria à elite depois de 11 temporadas, após um empate com o Náutico por 1 a 1, com um público de 21.070 pessoas no Majestoso. O acesso se tornou a volta por cima do clube, depois de 10 anos de uma grande crise financeira e temporadas irregulares dentro de campo.
- Ponte 5 x 0 Mirassol - Campeonato Paulista da Série A-2 de 1999

A Ponte voltava a Série A1 do Campeonato Paulista líder absoluta de seu grupo com 42 pontos. O jogo de encerramento aconteceu com um público de 25 mil pessoas no Majestoso: a Ponte goleou o adversário e retornava à elite estadual depois de 4 anos.
- Ponte 3 x 2 Atlético-MG - O gol do meio campo

Dia 8 de agosto de 2000 pela Copa João Havelange, a Ponte enfrentava um forte adversário e venceu pelo placar de 3 a 2, sobrando em campo com boas atuações de Washington, Macedo e Adrianinho. Mas quem se destacou naquele jogo foi "Jacozinho", que fez um lindo gol do meio campo, deixando a sua torcida enlouquecida no Majestoso.
- Ponte Preta 2 x 0 Fortaleza - Brasileirão 2003

A Ponte brigava contra o rebaixamento naquele ano e precisava de uma vitória para escapar. Com mais de 18 mil pessoas no estádio, o time de Campinas se garantiu na elite do futebol e rebaixou a equipe cearense para a Série B.
- Ponte 2 x 0 Deportivo Pasto - A Ponte para a América do Sul

Na 1ª fase da Copa Sul-Americana de 2013 a Ponte já havia despachado o Criciúma Esporte Clube com uma vitória fora de casa e um empate magro em Campinas. Mas foi contra o time colombiano Deportivo Pasto que a Ponte conquistou sua primeira vitória por uma competição oficial da Conmebol, diante de mais de 15 mil ponte-pretanos.